# Ehemaliges Gesellenhaus Heppenheim
Das ehemalige Gesellenhaus liegt in der Stadtmitte von Heppenheim an der Bergstraße und wurde 1873 fertiggestellt. Aufgrund der erhaltenswerten historischen und künstlerischen Baudetails wurde das Gebäude im Jahr 2015 unter Denkmalschutz gestellt.

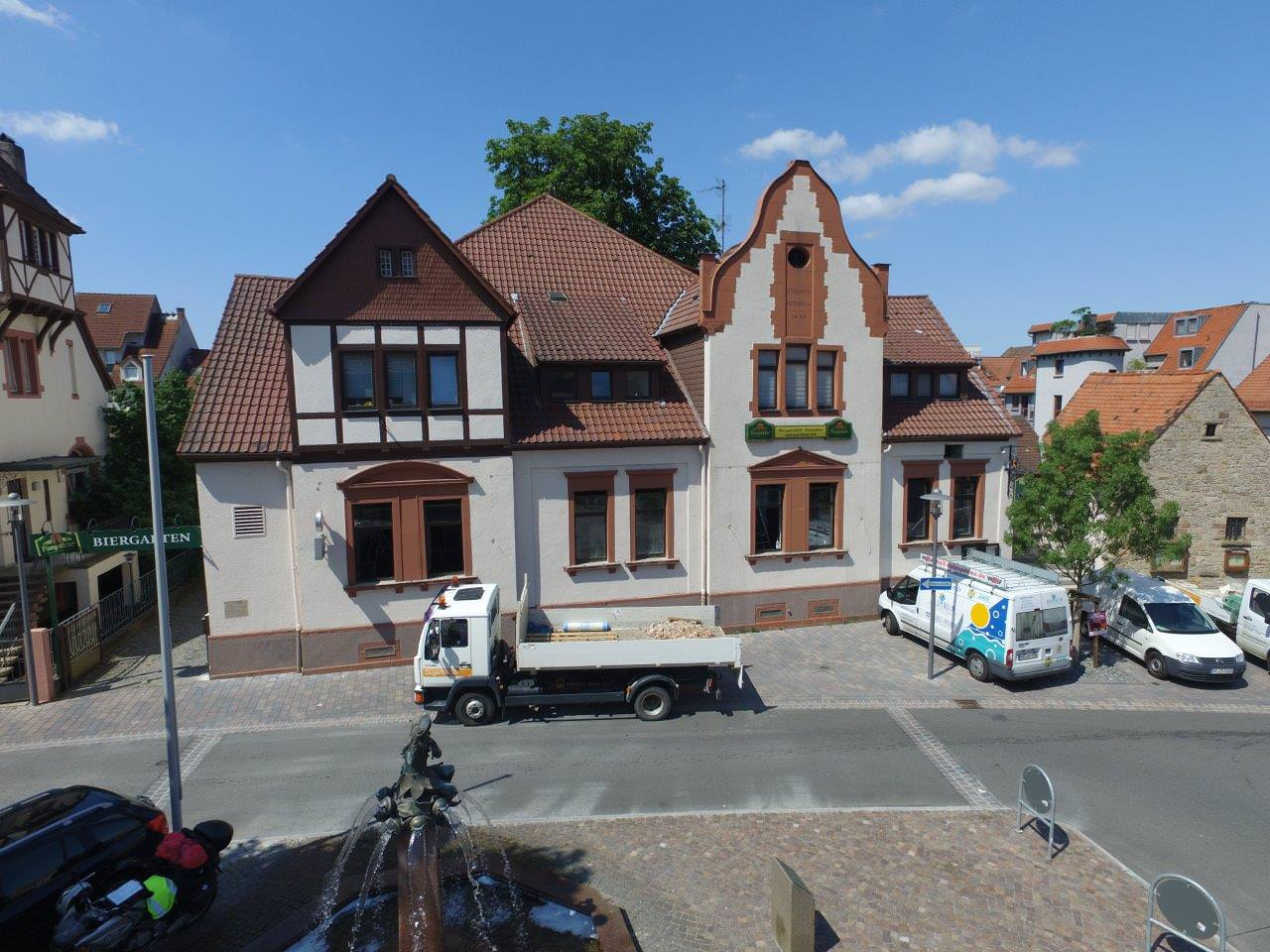
Gossini

## Geschichte
Das in der Stadtmitte in Heppenheim / Bergstraße gelegene Gebäude blickt auf eine wechselvolle Geschichte zurück. Sein heutiges Erscheinungsbild erhielt das Haus nach größeren Um- und Ausbauarbeiten im Jahr 1903 und durch die im Jahre 2015 durchgeführte Kernsanierung.
1873 wurde das Gebäude fertiggestellt und als „Gesellenhaus“ eingeweiht. Es diente dem Gesellenverein Heppenheim (Ursprung der heutigen Kolpingfamilie Heppenheim) als Unterkunft für die wandernden Handwerksgesellen.
In den Jahren von 1892 bis 1900 beherbergte das Haus am „Graben“ unter anderem eine Zigarrenfabrik.
Im Jahre 1900 wurde das Gesellenhauses an die Kirchengemeinde St. Peter übereignet und diente seither auch der Nutzung durch andere Vereine. Daher wurde das Gesellenhaus 1903 umfangreich umgebaut und zum „Katholischen Vereinshaus“ umgebaut.
In den Jahren 1903–2002 wurde das ehemalige Gesellenhaus als Vereinshaus mit Gastronomiebetrieb genutzt, erstmals erwähnt als „Wirtschaft zum Adler“. In dieser Zeit wurde es durch diverse Pächter betrieben, unter anderem durch die Familie Norbert Schneider, die nach der Renovierungsphase im Juli 1982 den Betrieb wieder aufgenommen hatte.
2002 wurde das Vereinshaus am Graben als Pächter durch den Heppenheimer Gastronom Uwe Hörner übernommen. Bis zu seiner Schließung im Jahr 2013 firmierte das Speiserestaurant unter dem Namen „Kupferkessel“. In dieser Zeit war das Vereinshaus Heimstatt vieler Vereine. Unter anderem war der „Kupferkessel“ so etwas wie die Hochburg der Heppenheimer Saalfastnacht.
2013 kam es zu einem Pächterwechsel von Uwe Hörner zu den Eheleuten Christine und Michael Kiesewetter. Die neuen Pächter waren die Betreiber der Gaststätte „AZ“ im Schatten der Kirche St. Peter in der Heppenheimer Altstadt.
Im November 2014 erwarben die Eheleute Gisela und Hans-Jürgen Goss das altehrwürdige Traditionshaus am Graben von der Kirchengemeinde St. Peter. Das sanierungsbedürftige Gebäude wurde entkernt und modernisiert. Die Neueröffnung erfolgte im Herbst 2015 unter dem Namen „Gossini“.
Im April 2015 wurde das Gebäude auf Anregung der Innenarchitektin Dipl. Ing. Innenarchitektur Kerstin Bertz vom Heppenheimer Planungsbüro „raum in form - Innenarchitektur und Architektur“ dem Landesdenkmalamt Hessen vorgestellt. Aufgrund der zahlreichen während der Entkernung und des Rückbaus entdeckten erhaltenswerten historischen und künstlerischen Baudetails wurde in einer gemeinsamen Initiative der Innenarchitektin Kerstin Bertz und der Bauherren Gisela und Hans-Jürgen Goss bei dem Landesamt für Denkmalpflege Hessen die Aufnahme in die Denkmalliste beantragt. Im Juni 2015 ernannte das Landesamt für Denkmalpflege Hessen das ehemalige Gesellenhaus offiziell zum „Kulturdenkmal“ gem. § 2.1 Hessisches Denkmalschutzgesetz.
Die Eintragung in die Denkmalliste wurde vom Landesamt für Denkmalpflege Hessen wie folgt begründet:
„1873 von dem Heppenheimer Stadtbaumeister Klein errichtetes Gebäude für den 1864 gegründeten Gesellenverein Heppenheim, der sich im Sinne Adolf Kolpings um die Fortbildung und Unterbringung der wandernden Handwerksgesellen bemühte. Aus finanziellen Gründen musste das Gebäude nach einigen Jahren verkauft werden und zeitweilig wurde eine Zigarrenfabrik hier eingerichtet. Unter dem Prälaten und Generalvikar Franz Engelhardt konnte es für den 1889 neu gegründeten Gesellenverein wohl in den 1890er Jahren erneut erworben werden und wurde in den Folgejahren als Vereinshaus genutzt. 1903 erfolgte ein größerer Umbau durch den Bensheimer Architekten Ludwig Kessler.“

## Baubeschreibung
„Langgestreckter, eingeschossiger Putzbau mit zwei unterschiedlich gestalteten, nur wenig vortretenden Risaliten. Der nördliche Risalit mit markantem Schweifgiebel, der die Inschrift „Katholisches Vereinshaus 1873“ enthält, der südliche mit einfachem Fachwerkgeschoss und Satteldachgiebel. Hier in einem Balken in Höhe der Trauflinie die Inschrift: „An Gottes Segen alles gelegen“. Erdgeschoss-Fenster mit betonten Sandsteinrahmungen, im Südrisalit Korbbogenabschluss, im Nordrisalit Dreiecksgiebel. Rückwärtig breites Sandsteinportal zum ehem. Biergarten, zu dem eine Treppenanlage hinab führt. Im Inneren über zwei Absätze ins Obergeschoss führende Steintreppe mit vom Jugendstil beeinflussten Eisengeländer. Im großen, mit einer Stahlträgerdecke versehenen Saal teilweise alte Türen mit rundbogigen Oberlichtern und Resten von Wandfassungen vorhanden. In einem Raum des Dachgeschosses unterhalb der Decke Wandmalereien eines unbekannten Gesellen, die unter anderem Zeichen für die verschiedenen Zünfte zeigen, sowie die Inschrift: „Gott segne das ehrbare Handwerk“. Das in der Gesamtanlage I der Heppenheimer Altstadt gelegene Vereinsheim ist aufgrund seiner orts- und sozialgeschichtlichen Bedeutung, seiner städtebaulichen Wirkung, aber auch wegen interessanten künstlerischen Details Kulturdenkmal gem. § 2.1 Hess. Denkmalschutzgesetz.“
Die Denkmaltopographie „Bergstraße I“ wurde daher inzwischen korrigiert.

## Bilderstrecke

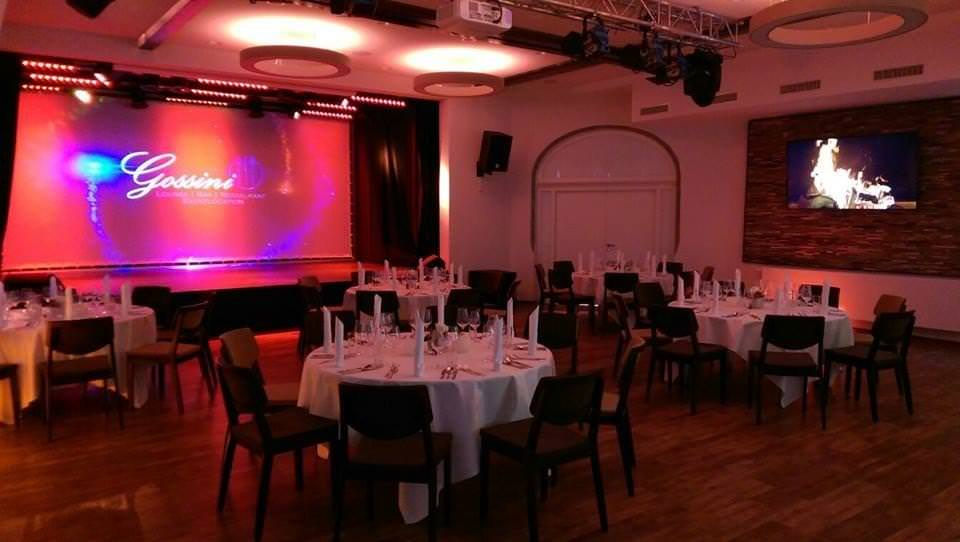
Gossini Saal
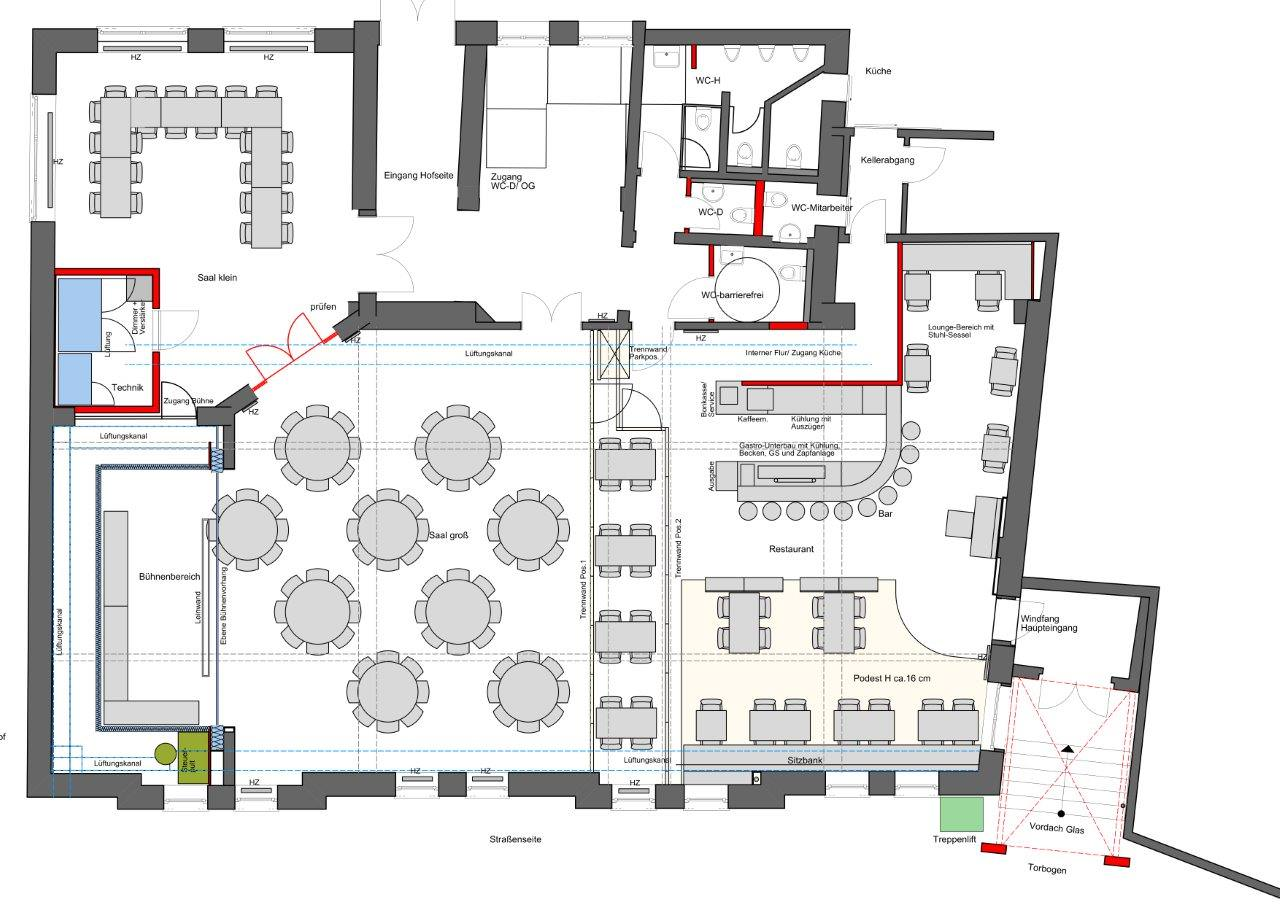
Ausführungsplanung